# Твер (станція)
Твер (рос. Тверь), в 1931—1998 — Калінін (рос. Калинин) — велика залізнична станція у місті Твер, розташована на 479—485 км головного ходу Жовтневої залізниці. За обсягом виконуваної роботи віднесена до 1-го класу, за характером виконуваної роботи є вантажною. Відкрита в 1850 році

## Історія
Станція Тверська Петербурзько-Московської залізниці була відкрита 29 червня 1850, віднесена до I класу. В 1863 році станція отримала нинішню назву. У комплексі станції також були побудовані: кругле депо на 22 стійла з поворотним кругом, острівний залізничний вокзал, водонапірна вежа.

## Загальні відомості
Станція Твер за обсягами виконуваних робіт віднесена до 1 класу, за характером основної роботи є вантажною. Розташована на головному ході Санкт-Петербург — Москва. Прилеглі дільниці — двоколійні, рід тяги — постійний струм. Станція централізована, включена до диспетчерського кола Клин — Спірово, знаходиться на автономному управлінні, з контролем положення стрілок і сигналів на пульті ДНЦ. Комплексний контроль за технічним станом колії здійснює Тверська дистанція колії (ПЧ-3). Технічне обслуговування пристроїв автоматики і телемеханіки здійснює Бологовська дистанція сигналізації, централізації і блокування (ШЧ-4), ремонт пристроїв СЦБ — Тверська дистанція сигналізації, централізації і блокування (ШЧ-2) . Обслуговування контактної мережі здійснює Тверська дистанція електропостачання (ЕЧ-12). Пристрої зв'язку обслуговує Тверський регіональний центр зв'язку (РЦС-1).
Тягове обслуговування вантажних поїздів на прилеглих дільницях здійснюється електровозами ВЛ10, ВЛ10  У  приписки локомотивного депо Волховстрой. Тягове обслуговування пасажирських поїздів здійснюється електровозами ЕП2К, ЧС200 локомотивного депо Санкт-Петербург-Пасажирський-Московський, ЕП20 депо Москва-Сортувальна-Рязанська. Високошвидкісний рух здійснюється електропотягами ЕВШ1/ЕВШ2, ЕВШ2. Приміський рух здійснюється електропотягами ЕС2Г, ЕТ2М моторвагонного депо Крюково.

## Підприємства залізничного вузла
На станції розташовані підприємства:
- Залізничний вокзал Твер Північно-Західної дирекції залізничних вокзалів;
- Сервісне локомотивне депо Твер СЛД-06 Північно-західної філії ЛокоТех-Сервіс;
- Експлуатаційне вагонне депо Твер ВЧДЕ-14 Жовтневої дирекції інфраструктури;
- Тверська дистанція колії ПЧ-3 Жовтневої дирекції інфраструктури;
- Тверська дистанція сигналізації, централізації і блокування ШЧ-2 Жовтневої дирекції інфраструктури;
- Тверська дистанція електрифікації та енергопостачання ЕЧ-12 Жовтневої дирекції інфраструктури;
- Тверський регіональний центр зв'язку РЦС-1 Жовтневої дирекції зв'язку;
- Цех експлуатації Твер локомотивного депо Москва-Жовтнева ТЧЕ-1;
- Цех експлуатації Твер моторвагонного депо Крюково ТЧ-6;
- Виробнича дільниця Твер Жовтневої дирекції з ремонту тягового рухомого складу;
- Тверська ділянка Московської дистанції цивільних споруд, водопостачання і водовідведення НГЧ-1;
- Тверська виробнича дільниця Московської механізованої дистанції вантажно-розвантажувальних робіт МЧ-1;
- Пожежний поїзд;
- Матеріальний склад станції Твер Московського відділу матеріально-технічного постачання Санкт-Петербурзької дирекції матеріально-технічного забезпечення.

## Характеристика колійного розвитку
Колійний розвиток станції Твер — 82 колії. Протяжність станції — 5,5 км, розгорнута довжина станційних колій складає 172,6 км. Колійний розвиток станції складається з системи парків, колій локомотивного і вагонного господарства. З південного боку станції є одноколійний обвід для пропуску парних транзитних пасажирських і вантажних поїздів (21 обхідна колія). Вантажний двір розташовано на північ від станції, примикає до сортувально-відправного парку Д. Станція має 7 парків: парки А, Б, В — приймально-відправні, парк Г — гірковий, парк Д — сортувально-відправний, парк Р — ранжирний, парк Т — транзитний. Станція має послідовно-паралельне розташування парків: парки А, Б, Д розташовані паралельно, послідовно по відношенню до них розташовані парки В, Г, Т.

### Парки колій
- Парк А — приймально-відправний парних і непарних потягів, 6 колій.
- Парк Б — приймально-відправний непарних потягів, 6 колій.
- Парк В — приймально-відправний парних і непарних потягів, 6 колій.
- Парк Г — гірковий, 5 колій.
- Парк Д — сортувально-відправний, 12 колій.
- Парк Р — ранжирний, 4 колії.
- Парк Т — транзитний, 3 колії

### Межі станції
Межами станції є:
- У парному напрямку: З боку станції Дорошиха: по I головній колії — вхідний світлофор літер «Н», встановлений на пікеті 4791. За II головною колією — додатковий вхідний світлофор літер «НД».

- У непарному напрямку: З боку станції Редкіно: по I головній колії — додатковий вхідний світлофор літер «ЧД», встановлений на пікеті 4846. За II головною колією — вхідний світлофор літер «Ч».

### Прилеглі до станції перегони
- У парному напрямку:
  - Твер — Дорошиха — двоколійна електрифікована. По I головній колії — одностороннє автоматичне блокування без прохідних світлофорів для руху пасажирських і вантажних поїздів непарного напрямку. По II головній колії — одностороннє автоматичне блокування без прохідних світлофорів для руху пасажирських і вантажних поїздів парного напрямки. Перегін обладнаний пристроями для руху поїздів по непарній колії за сигналами АЛС.
- У парному напрямку:
  - Твер — Редкіно — двоколійна електрифікована. По I головній колії — одностороння чотиризначного автоматичне блокування для руху пасажирських і вантажних поїздів непарного напрямку. По II головній колії — одностороннє чотиризначного автоблокування для руху пасажирських і вантажних поїздів парного напрямку. Перегін обладнаний пристроями для руху поїздів по непарній колії за сигналами АЛСН.